# Camaieu
Camaieu este o tehnică de tip tipografic care folosește diferite culori, altele decât gri pentru a crea imagini monocromatice de grafică, având o componentă decorativă ridicată. 